# 忘憂里共同墓地
忘憂里共同墓地（マンウリきょうどうぼち）は、大韓民国ソウル特別市中浪区の忘憂山にある公営墓地である。たんに忘憂里墓地とも言われる。墓地を含む公園を忘憂里公園と呼ぶ。

## 概要
1933年に、京城府が共同墓地として使用をはじめた。それまで公営の共同墓地は梨泰院などにあったが、これらが宅地化に伴い撤去が必要となると、郊外の忘憂里に墓を移転するようになった。
大韓民国の成立後も都市開発により市内中心部から忘憂里に墓地を移転することが続けられた。しかし、1973年には余地がなくなったため、新規の埋葬は行われなくなった。墓地一帯は忘憂里公園として整備され、ソウル特別市施設管理公団が管理している。独立運動家や著名人の墓地も多く、それらには事績を記した石碑を建てるなどして顕彰がおこなわれている。
忘憂里共同墓地には浅川巧の墓がある。浅川ははじめ清涼里の共同墓地に埋葬されていたが、墓地が道路拡張工事の敷地となったため、忘憂里に改葬された。

## 忘憂里共同墓地に埋葬されている著名人
- 李仲燮 － 画家
- 文一平 － 独立運動家、史学者
- 呉世昌 － 独立運動家、書家、言論人
- 韓龍雲
- 朴寅煥 － 詩人
- 方定煥 － 児童文学者、韓国の「こどもの日」提唱者
- 張徳秀 － 独立運動家。解放後は韓国民主党幹部
- 曺奉岩
- 池錫永 － 医学者、朝鮮における種痘の先駆者
- 桂鎔黙 － 小説家
- 浅川巧

かつて忘憂里共同墓地に埋葬されていた著名人
- 安昌浩 － 島山公園に移葬
- 宋鎮禹 － ソウル国立墓地に移葬

## 外部サイト
- ソウル特別市施設管理公団 葬墓文化事業団 （朝鮮語）
- 忘憂里公園の紹介 （朝鮮語） － 中浪区公式サイト内